# Monte Paschi Strade Bianche 2009
La Monte Paschi Strade Bianche 2009, terza edizione della corsa, si svolse il 7 marzo 2009, per un percorso totale di 190 km. La corsa fu vinta dallo svedese Thomas Löfkvist, che terminò la gara in 4h59'02" alla media oraria di km 38,100.

## Percorso
La gara parte da Gaiole in Chianti ed arriva a Siena nella celebre Piazza del Campo, per una distanza complessiva di 190 km, percorrendo le strade bianche, la componente più caratteristica della corsa, 57,2 km, suddivisi in otto settori:
- Settore 1 Radi: dal km 35 al 48,5 di km 13,5
- Settore 2: dal km 53,9 al 59,4 di km 5,5
- Settore 3 Lucignano d'Asso: dal km 82,3 al 94,2 di km 11,9
- Settore 4 Pieve a Salti: dal km 95,2 al 103,2 di km 8,0
- Settore 5 Monte Sante Marie: dal km 132,4 al 143,9 di km 11,5
- Settore 6 Montechiaro: dal km 163,7 al 167 di km 3,3
- Settore 7 Colle Pinzuto: dal km 170,4 al 172,8 di km 2,4
- Settore 8 Le Tolfe: dal km 176,7 al 177,8 di km 1,1

## Squadre partecipanti
| N.    | Cod. | Squadra                    |
| ----- | ---- | -------------------------- |
| 1-8   | LAM  | Lampre-N.G.C.              |
| 11-18 | ASA  | Acqua & Sapone             |
| 21-28 | ALM  | AG2R La Mondiale           |
| 31-38 | BAR  | Barloworld                 |
| 41-48 | FLM  | Ceramica Flaminia          |
| 51-58 | CTT  | Cervélo TestTeam           |
| 61-68 | SDA  | Ser. Diquigiovanni-Androni |
| 71-78 | GRM  | Team Garmin-Slipstream     |

| N.      | Cod. | Squadra                 |
| ------- | ---- | ----------------------- |
| 81-88   | ISD  | ISD                     |
| 91-98   | LIQ  | Liquigas                |
| 101-108 | LPR  | LPR Brakes-Farnese Vini |
| 111-118 | THR  | Team Columbia-High Road |
| 121-128 | KAT  | Team Katusha            |
| 131-138 | MRM  | Team Milram             |
| 141-148 | SAX  | Team Saxo Bank          |

## Ordine d'arrivo (Top 10)
| Pos. | Corridore         | Squadra   | Tempo    |
| ---- | ----------------- | --------- | -------- |
| 1    | Thomas Löfkvist   | HTC       | 4h59'02" |
| 2    | Fabian Wegmann    | Milram    | a 4"     |
| 3    | Martin Elmiger    | AG2R      | s.t.     |
| 4    | Edvald B. Hagen   | HTC       | a 8"     |
| 5    | Linus Gerdemann   | Milram    | a 12"    |
| 6    | Giovanni Visconti | ISD-Neri  | a 14"    |
| 7    | Peter Velits      | Milram    | s.t.     |
| 8    | Andy Schleck      | Saxo Bank | a 16"    |
| 9    | Daniel Lloyd      | Cervélo   | a 19"    |
| 10   | Ryder Hesjedal    | Garmin    | a 22"    |